# Khoksa Upazila
Khoksa Upazila är ett underdistrikt i Bangladesh.   Det ligger i provinsen Khulna, i den centrala delen av landet, 110 km väster om huvudstaden Dhaka.
Trakten runt Khoksa Upazila består till största delen av jordbruksmark. Runt Khoksa Upazila är det tätbefolkat, med 947 invånare per kvadratkilometer.